# Милена Саша Селенић
Милена "Саша" Селенић (Јарак, 5. новембар 1930 — Мостар, 20. октобар 2018) била је српска глумица.

## Биографија
У Сремској Митровици је завршила три разреда Државне мешовите гимназије. Радила је као службеник у Сремској Митровици од 1948. до 1950. године, када је положила стручни испит за административног манипуланта. Државну позоришну школу (драмски одсек) завршила је у Новом Саду 1954. године. Од 1954. до 1956. била је члан Народног позоришта „Тоша Јовановић“ у Зрењанину. У Српском народном позоришту је била ангажована од 1.9.1957. до 31.8.1958. када је прешла у Народно позориште у Мостару, где је радила до пензије 1993. године. У Мостару је већином играла у комедијама, чак у 40 за радног века. Остаће упамћена њена маестрална извођења рола у представама Јована Стерије Поповића и Бранислава Нушића. Међутим, телевизијској публици широм бивше Југославије остаће у дубоком сећању као чувена попадија Сида у ТВ серији "Поп Ћира и Поп Спира" из 1982. године. Том улогом стекла је велику славу и добила битно место на нашем кинематографском небу.
1. ↑  Milena Selenić